# Velimir Škorpik
Velimir Škorpik (Brodarica kraj Zadara, 2. travnja 1919. – Zagorje, kraj Posušja, 7. studenoga 1943.) bio je sudionik Narodnooslobodilačke borbe, prvi zapovjednik Mornarice NOVJ-a i narodni heroj Jugoslavije.

## Životopis
Rođen je 2. travnja 1919. godine u Brodarici kraj Zadra, kao sin bivšeg autrougarskog, a tada jugoslavenskog časnika Josipa Škorpika. Nakon srednje škole, 1940. godine završio je Pomorsku vojnu akademiju, nakon čega je postao aktivni časnik Mornarice kraljevine Jugoslavije. Nakon kapitulacije Jugoslavije u Travanjskom ratu 1941. godine, zatekao se u Šibeniku. Da ne bi pao u zarobljeništvo, torpednim čamcem je pobjegao u Divulje, gdje je potopio čamac i otišao u Split, a zatim u Zagreb. Tu je bio mobiliziran i upućen u Makarsku kao mornarički časnik Nezavisne Države Hrvatske, da bi primio dužnost lučkog zapovjednika.
Odmah se povezao s komunistima u Makarskoj i ubrzo formirao grupu aktivista među časnicima i podčasnicima u zapovjedništvu. Kao aktivan sudionik Narodnooslobodilačkog pokreta, krajem 1941. godine postao je član Komunističke partije Jugoslavije.
Škorpik je u ilegalnim uvjetima raspačavao promidžbeni materijal, prikupljao podatke o planovima talijanskih okupatora i ustaša i o svemu obavještavao rukovodstvo KPJ u Makarskoj. Po naredbi KPJ, s dvojicom dočasnika i ocem Josipom, umirovljenim pukovnikom Vojske Kraljevine Jugoslavije, 1. prosinca 1942. godine napustio je Makarsku i prebacio se na slobodni teritorij na Biokovu. Prethodno je napisao proglas kojim je pozvao i ostale pripadnike Lučkog zapovjedništva da se priključe partizanima.
Poslije desetak dana stigao je u Štab Četvrte operativne zone u Glamoč, a 18. prosinca u Bosanskom Petrovcu, Škorpik je vodio razgovor s Vrhovnim zapovjednikom NOV i POJ Josipom Brozom Titom o stvaranju mornarice Narodnooslobodilačke vojske Jugoslavije i mogućnosti partizanskog ratovanja na moru. Istog dana, Vrhovni štab je naredbom osnovao Sekciju za ratnu mornaricu pri Štabu četvrte operativne zone i za šefa Sekcije postavio Velimira Škorpika. Tako je Škorpik postao prvi zapovjednik partizanske ratne mornarice.
Škorpik je odmah pristupio osnivanju mornaričkih postaja, a zatim i Prvog mornaričkog partizanskog odreda. Posebnu pažnju posvetio je opremanju i naoružavanju čamaca i uvježbavanju kadrova za borbe na moru. Od početka je težio da mornarica dobije svoja obilježja i osobno je sudjelovao u izradi zastave Ratne mornarice i mornaričke odore.
Već u prosincu 1942. godine, biokovski partizani su izveli više uspješnih akcija u Bračkom kanalu, a 31. prosinca su zaplijenili pet brodova. Ove akcije prisilile su Talijansko zapovjedništvo da organizira brodove u konvoje, koji su plovili kroz ovaj kanal i da ih osiguravaju ratni brodovi.
Kada je, sredinom veljače 1943. godine, raspuštena Sekcija za ratnu mornaricu, Škorpik je bio postavljen za zapovjednika Prvog mornaričkog odreda. Odred je odbio nekoliko pokušaja neprijatelja da se iskrca na obalu Makarskog primorja. Početkom ožujka, Mornarički odred je preustrojen u Biokovski partizanski odred, a Škorpik je postao zapovjednik odreda. Polovinom svibnja, bio je postavljen za načelnika štaba Cetinskog odreda.
Poslije oslobođenja Zadvarja u kolovozu 1943. godine, Škorpik je postao zapovjednik Grupe cetinskih bataljuna. Sudjelovao je u borbama oko Trilja, Lovreća i Aržana. Poslije kapitulacije Italije, bio je postavljen za zapovjednika štaba Obalnog zapovjedništva, kojem su bile podčinjene flotile naoružanih brodova srednje i južne Dalmacije, te obalno topništvo.
Krajem rujna, Obalno zapovjedništvo je preimenovano u Zapovjedništvo flote naoružanih brodova, a Škorpik je postao njegov zapovjednik. U listopadu je sudjelovao u organiziranju i prebacivanju postrojba Narodnooslobodilačke vojske Jugoslavije s kopna na srednjodalmatinske otoke. U kratkom roku je osposobio jedinice flotile za veće akcije i da ih pripremio ih za veće borbene zadatke na moru u borbi protiv njemačkih snaga.
Na njegovu inicijativu, početkom listopada je upućena delegacija NOVJ-a u Bari na pregovore sa Saveznicima. On je u ime Četvrte operativne zone potpisao opunomoćenje za rad delegacije.
Kada je, naredbom Vrhovnog štaba NOVJ-a, 18. listopada 1943. godine, utemeljena Mornarica NOV i POJ, Škorpik je bio postavljen za načelnika štaba Mornarice. Ovu dužnost nije primio, jer je u međuvremenu bio postavljen za načelnika štaba Treće dalmatinske brigade.
Početkom studenoga, Škorpik je krenuo u štab Četvrte dalmatinske brigade zbog dogovora o sudjelovanju u predstojećim borbama. Prolazeći pokraj sela Zagorja kod Posušja, 7. studenoga naišao je na ustaše. Pokušao im je pobjeći, ali je ubijen, opljačkan i zakopan pokraj puta.
Ukazom Prezidija Narodne skupštine Federativne Narodne Republike Jugoslavije, 8. rujna 1952. godine, proglašen je narodnim herojem.
Jedna od većih ulica u zagrebačkoj gradskoj četvrti Stenjevcu nosi njegovo ime.